# Верхний Кет
Ве́рхний Кет — деревня в Иркутском районе Иркутской области России. Входит в Гороховское муниципальное образование. 

## География
Находится в 26 км к северо-востоку от Горохово, и в 96 км к северу от Иркутска, на правом берегу реки Кет (правый приток Балея).

## Население
| 2002 | 2010 | 2011 | 2012 |
| ---- | ---- | ---- | ---- |
| 70   | ↘54  | →54  | ↗56  |

По данным Всероссийской переписи, в 2010 году в деревне проживали 54 человека (27 мужчин и 27 женщин).